# جوستين بيلو
جوستين بيلو (22 يناير 1998 بروتردام في هولندا - ) (بالهولندية: Justin Bijlow) هو لاعب كرة قدم هولندي في مركز حراسة المرمى. لعب مع فاينورد.

## روابط خارجية
- جوستين بيلو على موقع الاتحاد الأوربي (الإنجليزية)
- جوستين بيلو على موقع قاعدة بيانات كرة القدم.إي يو (الإنجليزية)
- جوستين بيلو على موقع ليكيب (الفرنسية)
- جوستين بيلو على موقع ناشيونال فوتبول تيمز (الإنجليزية)
- جوستين بيلو على موقع Soccerway.com (الإنجليزية)
- جوستين بيلو على موقع عالم كرة القدم.نت (الإنجليزية)
- جوستين بيلو على موقع AS.com (الإسبانية)